# غاري بافيت
غاري بافيت ولد يوم 24 مارس 1981 في بروملي ، هو سائق سباقات إنجليزي. توج بطلاً لدويتشه تورينواجن ماسترز في عامي 2005 و 2018، وكان أيضًا السائق الاحتياطي لفريق ماكلارين إف1 من عام 2006 إلى عام 2014.